# Хирургическая операция
Хирурги́ческая опера́ция, хирурги́ческое вмеша́тельство или операти́вное вмеша́тельство (от др.-греч. χειρουργική, от др.-греч. χείρ — рука и ἔργον — действие, работа и лат. operatio — работа, действие) — комплекс воздействий на ткани или органы человека (или животного), проводимых врачом с целью лечения, диагностики, коррекции функций организма, выполняемый для спасения жизни человека с помощью различных способов разъединения, перемещения и соединения тканей.

## Этапы и методы хирургической операции
Хирургическая операция состоит из трёх основных этапов: оперативного доступа (обнажения органа или патологического очага), оперативного приёма (хирургических манипуляций на органе или патологическом очаге) и оперативного выхода (комплекса мероприятий по восстановлению целостности тканей, повреждённых во время осуществления оперативного доступа).
Механическое воздействие инструментами в руках хирурга является основным в хирургической технике. Дополнительно для воздействия на ткани человека используется температурное воздействие (криохирургия, термокоагуляция и др.), электрический ток (напр., электрокоагуляция), радиочастотное воздействие (радиочастотная абляция аберрантных пучков проводящей системы сердца и др.), энергия лазерного излучения, ультразвук.
Хирургический метод лечения отличается от другого основного метода лечения — консервативного — наличием соединения и разъединения тканей — двумя основными техническими приёмами.
Хирургический метод лечения отличается тем, что помимо основного — лечебного — эффекта, его применение всегда сопровождается выраженной в той ли иной степени операционной травмой.

## Классификация операций

### По характеру хирургического вмешательства

#### Лечебные
- Радикальные. Цель — полностью устранить причину патологического процесса (гастрэктомия при раке желудка, холецистэктомия при холецистите). Радикальная операция не обязательно является операцией органоудаляющей. Существует большое количество реконструктивно-восстановительных (пластических) радикальных операций, например, пластика пищевода при рубцовой стриктуре.
- Паллиативные. Цель — частично устранить причину патологического процесса, тем самым облегчая его течение. Выполняются, когда радикальная операция невозможна (например, операция Гартмана с удалением видимой части опухоли, созданием кармана и наложением одноствольной колостомы). В название операции иногда вводится поясняющий термин, характеризующий её цель. Паллиативная операция не всегда означает невозможность и бесперспективность излечения больного (напр. при тетраде Фалло («синий» порок сердца) после паллиативной операции в младенческом возрасте, есть возможность радикальной хирургической коррекции в последующем).
- Симптоматические. Цель — облегчить состояние пациента. Выполняются, когда радикальная или паллиативная операция по каким-либо причинам невозможна. В название операции вводится поясняющий термин, характеризующий её цель (питательная гастростомия у неизлечимо больных раком пищевода; дренирующая холецистотомия при общем тяжёлом состоянии и приступе холецистита, санитарная мастэктомия при распадающемся раке молочной железы). Симптоматическая операция не всегда означает невозможность и бесперспективность излечения больного, нередко симптоматическая операция выполняется как этап или как дополнение радикального лечения.

#### Диагностические
К диагностическим операциям относятся: биопсия, пункции, лапароцентез, торакоцентез, торакоскопия, артроскопия; а также диагностические лапаротомия, торакотомия и др. Диагностические операции представляют определённую опасность для больного, поэтому должны быть применены на завершающем этапе диагностики, когда исчерпаны все возможности неинвазивных методов диагностики.

### По срочности
- Экстренные Производятся немедленно после постановки диагноза. Цель — спасение жизни пациента. По экстренным показаниям должны выполняться коникотомия при острой непроходимости верхних дыхательных путей; пункция перикардиального мешка при острой тампонаде сердца.
- Срочные Могут быть отложены максимум на 24—48 часов. Это время используется для подготовки больного к операции, а иногда и для попыток вылечить болезнь консервативными методами.
- Плановые операции выполняются после полной предоперационной подготовки в то время, которое удобно из организационных соображений. Это не означает, однако, что задерживать плановую операцию можно сколь угодно долго. Существующая до сих пор в некоторых поликлинических учреждениях порочная практика очереди на плановое оперативное лечение приводит к необоснованной задержке показанных операций и снижению их эффективности.

### По этапности
- Одномоментные
- Двухмоментные
- Многоэтапные

Кроме того, существуют понятия повторной операции, симультанной операции (то есть во время одной операции выполняются несколько оперативных приёмов на разных органах — например, аппендэктомия и ушивание кисты яичника, выполненные из аппендэктомического доступа при апоплексии кисты яичника, диагностированной интраоперационно).

## Схема характеристики хирургической операции
- Показания. Выделяют жизненные показания (абсолютные) и относительные. Указывая показания к операции, необходимо отразить порядок её выполнения — экстренный, срочный или плановый. Так, аппендэктомия выполняется по жизненным показаниям в срочном порядке.
- Противопоказания. Выделяют абсолютные и относительные противопоказания к оперативному лечению. Круг абсолютных противопоказаний в настоящее время резко ограничен, к ним относится только агональное состояние больного. При наличии абсолютных противопоказаний операция не выполняется даже по абсолютным показаниям. Так, у больного с геморрагическим шоком и внутренним кровотечением операция должна быть начата параллельно с противошоковыми мероприятиями — при продолжающемся кровотечении шок купировать не удастся, только гемостаз позволит вывести больного из состояния шока.
- Условия. Необходимо отметить организационные условия, необходимые для выполнения операции.
- Набор инструментов для операции определяется исключительно врачом — в первую очередь оперирующим врачом, либо заведующим операционным блоком. Поэтому необходимо перечислить инструменты, требующиеся для выполнения операции.
- Необходимые мероприятия предоперационного периода. Отмечают: какие мероприятия обязательно должны быть выполнены перед данной операцией. Например, перед операциями на органах брюшной полости, за 12—16 часов до операции должен быть очищен кишечник.
- Укладка больного на операционном столе также является элементом хирургического лечения. Поэтому укладывать больного на операционный стол должен оперирующий хирург или члены хирургической бригады. Традиционная укладка больного на спину в горизонтальном положении используется при большинстве общехирургических вмешательств. Для операций на органах таза приподнимают ножной конец стола (положение Тренделенбурга). При операциях на промежности, прямой кишке больного укладывают в гинекологическое положение — с разведёнными ногами, удерживаемыми на держателях. При операциях на органах шеи, на голове иногда поднимают головной конец стола — положение Фаулера (Fowler). При вмешательствах на органах забрюшинного пространства больного укладывают на бок либо наклоняют стол на бок (во избежание падения больного со стола, руку фиксируют к дуге стола, пользуются щитками-удерживателями). Для придания нужного положения телу широко используют валики.
- Обезболивание. Обезболивание — этап хирургического лечения, поэтому выбор способа обезболивания (общее, регионарное, комбинированное) определяется анестезиологом и хирургом. Так как обезболивающие вещества фактически являются ядом для организма и в некоторых случаях могут оказывать тяжелое влияние на организм, выбор между местным и общим обезболиванием может быть принят пациентом.
- Хирургический доступ. На этом этапе повествования об операции необходимо сообщить доступ или классификацию доступов при данной операции.
- Оперативный приём или их классификация
- Выход из операции. Отмечают: ушивается ли послеоперационная рана (каким способом), устанавливаются ли дренажи (куда и какие), проводится ли тампонада и пр.
- Необходимые мероприятия послеоперационного периода. Здесь указывается, на какие сутки снимаются швы, удаляются дренажи. Так, после большинства общехирургических вмешательств кожные швы снимаются на 7—9 сутки.
- Опасности и осложнения операции. Опасности и осложнения операции подразделяются на общие (свойственные всем операциям — кровотечение, нагноение, несостоятельность швов и т. п.) и частные (характерные только для данной операции), а также по времени возникновения — интраоперационные, ранние послеоперационные и поздние.